# کنتا ساوادا
کنتا ساوادا (ژاپنی: 澤田 健太؛ زادهٔ ۲۶ ژوئیهٔ ۲۰۰۰) یک بازیکن فوتبال اهل ژاپن است.
از باشگاه‌هایی که در آن بازی کرده‌است می‌توان به باشگاه فوتبال کاماتامار سان‌اوکی اشاره کرد.